# Corsica (Dakota du Sud)
Pour les articles homonymes, voir Corsica.
Corsica est une municipalité américaine située dans le comté de Douglas, dans l'État du Dakota du Sud.
Fondée en 1905, la localité est ainsi nommée en référence à la Corse, d'où étaient originaires plusieurs ouvriers travaillant à la construction du chemin de fer local.

## Démographie
Selon le recensement de 2010, Corsica compte 592 habitants. La municipalité s'étend sur 0,84 milles carrés (2,18 km2).
| 1910 | 1920 | 1930 | 1940 | 1950 | 1960 |
| ---- | ---- | ---- | ---- | ---- | ---- |
| 286  | 346  | 516  | 452  | 551  | 479  |

| 1970 | 1980 | 1990 | 2000 | 2010 | - |
| ---- | ---- | ---- | ---- | ---- | - |
| 615  | 644  | 619  | 644  | 592  | - |